# Geothlypis
Geothlypis é um gênero de aves da família Parulidae.

## Espécies
As seguintes espécies são reconhecidas:
- Geothlypis poliocephala Baird,SF, 1865
- Geothlypis aequinoctialis (Gmelin,JF, 1789)
- Geothlypis tolmiei (Townsend,JK, 1839)
- Geothlypis philadelphia (Wilson,A, 1810)
- Geothlypis formosa (Wilson,A, 1811)
- Geothlypis semiflava Sclater,PL, 1860
- Geothlypis speciosa Sclater,PL, 1859
- Geothlypis beldingi Ridgway, 1882
- Geothlypis rostrata Bryant,H, 1867
- Geothlypis flavovelata Ridgway, 1896
- Geothlypis trichas (Linnaeus, 1766)
- Geothlypis nelsoni Richmond, 1900